# Jangheung-myeon
Jangheung-myeon (koreanska: 장흥면) är en socken i kommunen Yangju i provinsen Gyeonggi i den nordvästra delen av Sydkorea, 17 km norr om huvudstaden Seoul.